# 塞林約爾
塞林約爾是土耳其的城鎮，位於該國南部努爾山脈以東，距離安條克18公里，由哈塔伊省負責管轄，海拔高度120米，主要農產品有橄欖、棉花、柑橘和蔬菜，2011年人口16,753。